# Simone La Terra

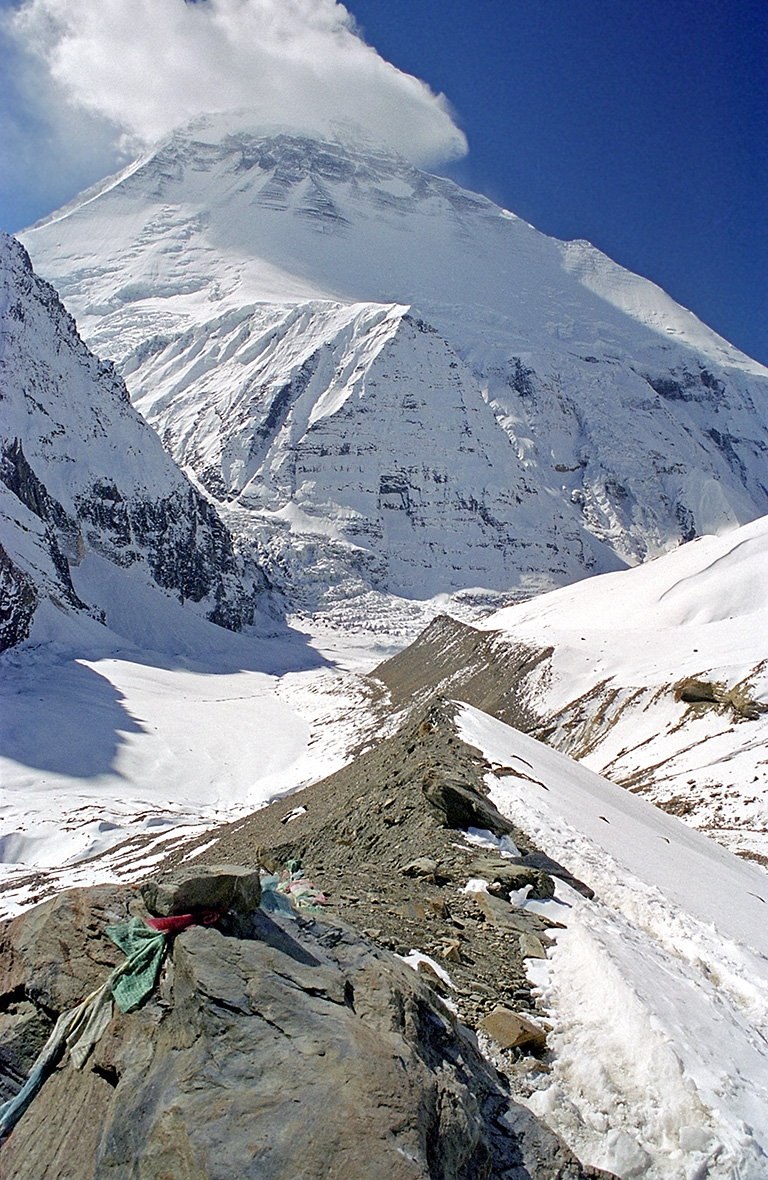
Il Dhaulagiri I

Simone La Terra (Castel Goffredo, 7 maggio 1981 – Dhaulagiri I, 29 aprile 2018) è stato un alpinista italiano.

## Biografia
Originario di Castiglione delle Stiviere, dotato di esperienza e molto conosciuto, era arrivato in vetta a cinque Ottomila, in Nepal, Pakistan e Tibet.
Perse la vita il 29 aprile 2018, a soli 36 anni, mentre scalava il Dhaulagiri I, una delle vette dell’Himalaya, dove era già stato nel 2013 con il polacco Paweł Michalski, fermandosi però a 7.200 metri a causa dei venti e del ghiaccio. Ha anche tentato il Nanga Parbat in inverno nel 2007-08 con l'alpinista Meherban Karim, che ha fallito a causa delle cattive condizioni meteorologiche.

## Ascensioni eseguite
Nel seguente elenco alcune delle salite più significative di Simone La Terra:
- 2006 - Mount Everest 8.848 m
- 2007 - Broad Peak 8.047 m
- 2008 - Gasherbrum II 8.035 m
- 2009 - Cho Oyu 8.201 m
- 2010 - Nanga Parbat cima nord a 8.050 m
- 2012 - K2 8.611 m